# Жан-Пол Тюйлие
Жан-Пол Тюйлие (на френски: Jean-Paul Thuillier) е френски латинист и историк – етрусколог. Специалист е в областта на спорта през Древността. Преподава латински език в Екол нормал сюпериор (на френски: École normale supérieure) и е директор на Департамента по древни езици.

## Биография
Роден е на 19 септември 1943 г. в Лион, Франция. Първоначално учи в родния си град и завършва престижния Lycée du Parc. Висшето си образование получава от Екол нормал сюпериор в Париж, където учи в периода 1963 – 1968 г. В годините 1972 – 1975 е член на École française de Rome, след което в периода 1975 – 1995 г. преподава в университета Стендал-Гренобъл III в град Гренобъл. От 1995 г. е професор по латински език в Екол нормал сюпериор.

## Трудове
- Byrsa 1. Rapports préliminaires des fouilles 1974 – 1976 de la Mission Archéologique Française à Carthage, ouvrage collectif sous la direction de S. Lancel, Rome (Collection de l’EFR, 41), 1979.Съдове „Букеро", типична етруска черна керамика
- Les jeux athlétiques dans la civilisation étrusque, Rome (BEFAR, 256), 1985.
- Les Étrusques, la fin d'un mystère ?, Découvertes Gallimard, Paris, 1992.
- Spectacles sportifs et scéniques dans le monde étrusco-italique (J.-P. Thuillier éd., avant-propos), Actes de la table ronde organisée par l’équipe de recherches étrusco-italiques de l’UMR 126 (CNRS-ENS, Paris) et l’Ecole française de Rome, Rome, 3 – 4 mai 1991, Rome (Collection de l’École Française de Rome, n° 172), 1993.
- Le Sport dans la Rome antique, Errance, Paris, 1996.
- Dictionnaire de l'Antiquité grecque et romaine, En Savoir plus Hachette, Paris, 2002.
- Dictionnaire de l'Antiquité grecque et romaine, En Savoir Plus Hachette, Paris, 2002.
- Les Étrusques. Histoire d'un peuple, Civilisations Armand Colin, Paris, 2003.
  - Етруските. Историята на един народ, С., Изд. „Рива". 2010. ISBN 978-954-320-325-3
- Le Sport dans l'Antiquité. Égypte, Grèce et Rome (съвместно с Волфганг Декер), Antiqua Picard, Paris, 2004.
- Les Étrusques, Grandes Civilisations, Éditions du Chêne, Paris, 2006. (ISBN 2-84277-658-5)
- Allez les Rouges ! Les jeux du cirque en Étrurie et à Rome, Paris: Éditions Rue d'Ulm, 2018.